# بخش مدیسون (شهرستان سیوتو، اوهایو)
بخش مدیسون (به انگلیسی: Madison Township) یک منطقهٔ مسکونی در ایالات متحده آمریکا است که در شهرستان سیوتو، اوهایو واقع شده‌است.
 بخش مدیسون ۱۳۴٫۶ کیلومتر مربع مساحت و ۴٬۱۰۶ نفر جمعیت دارد و ۲۲۸ متر بالاتر از سطح دریا واقع شده‌است.